# 天主教尼科波爾教區
天主教尼科波爾教區（拉丁語：Dioecesis Nicopolitana）是保加利亞一個羅馬天主教教區，直屬教廷。成立於1648年。
範圍包括保加利亞北半部共十四州，教區雖然稱為尼科波爾，教座實際上位於北部最大城市魯塞。2011年，有30,000名教友，估轄區總人口1%。有19個堂區、18名司鐸、15名修士、20名修女。現任教區主教為佩特科·克里斯多夫。

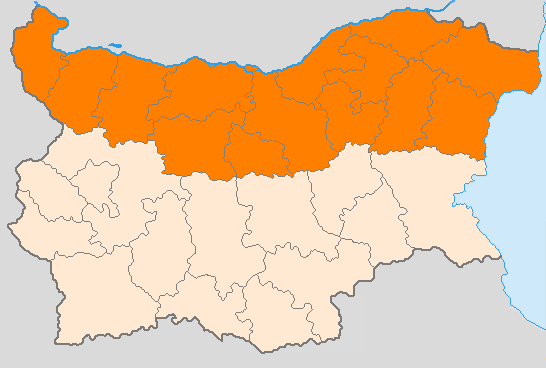
尼科波爾教區管轄範圍圖